# Aide à la création ou à la reprise d'entreprise
Pour les articles homonymes, voir ACRE.
 (mars 2022).
- Si vous ne connaissez pas le sujet, laissez ce bandeau (vous pouvez alors contacter les auteurs).
- Si vous supprimez le contenu mis en cause (vous pouvez préalablement contacter les auteurs),

argumentez précisément cette suppression dans la page de discussion
(un manque de référence n'est pas un argument ; une recherche réelle de référence doit avoir été effectuée, être formellement documentée).
 (avril 2020).
L'Aide à la Création ou à la Reprise d’Entreprise, plus connue sous le sigle ACRE (anciennement ACCRE) est un dispositif français d'exonération ou diminution de certaines charges sociales pour aider lors de la reprise ou création d'entreprise. Ce dispositif s'adresse principalement aux chômeurs. L'entrepreneur en bénéficie automatiquement dans certains cas. Les micro-entrepreneurs doivent en faire spécifiquement la demande au moment de la déclaration de la création ou reprise de l'entreprise ou au plus tard le 45e jour qui suit cette déclaration.

## Principe
Ce dispositif propose, sauf pour les micro-entrepreneurs, une réduction des cotisations de 75% la première année, 50% la 2ème puis 25% la troisième année d'activité. Pour les micro-entrepreneurs il ne propose cette réduction plus que pour la première année d'activité. Le montant de l'exonération dépend du type d'activité.  Cela aide à pallier les 32 % d’entre eux et elles retournent vers le salariat dans les deux ans suivant la création, faute de stabilité économique et relationnelle (INSEE). 
D'autres dispositifs d'aide et d'accompagnement (ARCE, NACRE) peuvent aussi être sollicités par le créateur. 

## Le dispositif
Le dispositif de l’aide aux chômeurs créateurs ou repreneurs d’entreprises, bien qu'issu d'une initiative gouvernementale, anticipait le concept d'activation des dépenses passives reprises ensuite par les partenaires sociaux dans le cadre des dispositifs sur l’assurance chômage.
Le caractère original de cette mesure tient à sa double nature, sociale et économique : aide à l'insertion des personnes privées d'emploi et aide à la création d'entreprise et à la recréation du tissu économique
Cette double nature va s'afficher au fil des multiples réformes qui jalonnent son histoire, avec des réajustements en fonction du contexte socio-économique – situation du marché du travail – et des contraintes politiques – volonté de faire baisser le chômage d'un côté et contraintes budgétaires de l'autre.
Le dispositif global d’aide à la création ou à la reprise d’entreprise géré par le ministère chargé du Travail regroupe un ensemble de mesures :
- une mesure d’exonération de cotisations sociales ;
- l’attribution de chéquiers-conseils ;
- et, pour certains bénéficiaires, une aide financière et des mesures d’accompagnement et de suivi personnalisé (dispositif NACRE).

## Les dates clés
L’aide aux chômeurs créateurs ou repreneurs d’entreprises (ACCRE) est née en 1977 d'une réflexion du Premier ministre Raymond Barre à des chômeurs, l'aide s'adresse dans un premier temps aux cadres, puis est étendue à d'autres catégories de demandeurs d'emploi : par le versement d'une aide financière équivalent à une capitalisation de leurs allocations de chômage, on incite des demandeurs d'emploi à créer leur entreprise et par là même leur propre emploi. En effet 54 % des micro-entrepreneurs ayant créé leur activité après une période de chômage déclarent ne disposer d’aucun réseau professionnel structuré.
Après une période d'expérimentation (jusqu'en 1979), le dispositif est légalisé, bien que toujours géré et financé par les partenaires sociaux (Unédic) jusqu'en 1984.
L’État prend alors à sa charge le fonctionnement du dispositif, au moment où le régime d'assurance chômage est réformé et où deux régimes sont instaurés - régime conventionnel (Unédic) et régime solidarité (public).
La loi du 3/01/1985 : l'ACCRE se présente comme une aide de droit, étendue à toutes les catégories de chômeurs indemnisés, au titre du régime conventionnel ou du régime de solidarité.
Son succès et les incidences budgétaires qui l'accompagnent, mais aussi l'élargissement du champ des bénéficiaires à des publics moins armés pour cette démarche, incitent les pouvoirs publics à modifier le dispositif.
Le décret de 1987 met ainsi fin à l'automaticité de l'aide : l'ACCRE reste de droit, mais outre des conditions administratives d'éligibilité tenant à la personne, son attribution est désormais soumise à l'appréciation portée sur la faisabilité économique du projet : la demande d'aide doit être accompagnée d'un dossier permettant à l'administration d'apprécier la réalité et la consistance économique des projets. Le Préfet prend sa décision après avoir pris l'avis d'un comité départemental (instance collégiale composée de membres de l'administration et de personnalités qualifiées : réseaux, chambres consulaires etc.). Ce pouvoir d'appréciation laissée à l'administration confère à l'aide un certain caractère discrétionnaire.
En 1989, est instituée le dispositif du chèque conseil, qui prévoit le financement par l'État de prestations de conseil.
Les allocataires du RMI ayant été intégrés en 1991, ce sont désormais des publics très éloignés du marché du travail qui sont incités à créer leur entreprise et par là même leur propre emploi.
La loi quinquennale de 1993 ouvre délibérément le champ de la mesure à tous les chômeurs, indemnisés ou non, et tente d'imposer à l'administration une rapidité accrue dans l'instruction des dossiers, tout en conservant le principe de sélectivité des projets.
Le dispositif explose pour ainsi dire, avec 80 000 bénéficiaires en 1994 et 90 000 en 1995 (contre 53 000 en 1993. La réaction du Ministère du Budget ne se fait pas attendre. Bien qu'à visée exclusivement budgétaire, les lois de finances 1995 et de 1996, affichent une volonté de réserver l'aide aux publics les plus en difficulté tout en conservant au dispositif sa double nature sociale et économique.
Le dispositif, issu de la loi de finances pour 1997 supprime l'aide financière, en maintenant la seule exonération des cotisations sociales, peut difficilement maintenir l'équilibre entre aide à l'emploi pour des publics en difficulté et aide à l'entreprise.
Parallèlement à ce dispositif, le Ministère du Travail a conduit une politique de soutien aux réseaux spécialisés dans l'accompagnement des créateurs. Grâce notamment à l'ACCRE, les demandeurs d'emploi ont été reconnus comme des acteurs économiques à part entière.
La loi du 16 octobre 1997 sur les emplois jeunes réintroduit un subventionnement de certains créateurs d’entreprise, en l’occurrence ceux éligibles aux emplois jeunes. Ce dispositif ne sera pas mis en œuvre immédiatement, mais fera l’objet d’une procédure conjointe avec les décisions de la loi d'orientation du 29 juillet 1998 relative à la lutte contre les exclusions, qui prévoit des aides similaires pour des personnes en difficultés (bénéficiaires des minima sociaux. Dans le décret de novembre 1998, une catégorie est ajoutée : celle des salariés reprenant une entreprise en difficulté. La nouvelle aide est baptisée EDEN, aide à l’émergence d’entreprises nouvelles. Une avance remboursable de 50 000 francs est instituée, gérée par des organismes accrédités. Elle devait être assortie d’un suivi des entrepreneurs, mais les modalités de l’accompagnement seront annulées par la juridiction administrative en 1999. EDEN est gérée dans le cadre de l’ACCRE, même si tous les bénéficiaires de l’ACCRE ne peuvent y prétendre.
Un arrêté de septembre 2001 transforme l’avance remboursable en subvention. Les sommes déjà remboursées sont restituées aux intéressés. Depuis le 27 septembre 2004, elle prend à nouveau la forme d'une avance remboursable.

## Réforme de l'aide d’État à la création d’entreprises en 2009
Une importante réforme de l'aide à la création d'entreprises a été décidée en 2008. Elle rentre dans le cadre de la Révision générale des politiques publiques.
Un complément rejoint le dispositif ACCRE : il s'agit du dispositif NACRE (Nouvelle Aide à la Création d'Entreprise)
Le nouveau dispositif, en cours de déploiement au second semestre 2008, a été confié à la Caisse des dépôts et consignations. Il prévoit un prêt à taux zéro, remplaçant EDEN, et un parcours d’accompagnement pour les bénéficiaires. Par ailleurs, au-delà de la création de l'entreprise, il est prévu un suivi sur 3 ans.
Les organismes assurant cet accompagnement seront labellisés au niveau régional pour intervenir dans une ou plusieurs des trois phases suivantes : appui au montage du projet ; structuration financière ; aide au démarrage et au développement.
L’objectif affiché par l’État français et la Caisse des dépôts est de permettre 20 000 créations d’entreprises en rythme annuel à partir de 2010, tout en réduisant la sinistralité.

## Modalités pratiques
L'ACCRE permet une exonération de cotisations sociales pendant 12 mois (cotisations d'assurance-maladie, maternité, invalidité, décès, prestations familiales, retraite de base) dans la limite de 120 % du SMIC (19 656 € pour 2011). Au-delà, seul le complément est soumis à cotisations.
L'aide concerne les demandeurs d'emploi indemnisés.
Les cotisations CSG-CRDS et retraite complémentaire demeurent dues.
La demande de l'ACCRE doit être effectuée dans les 45 jours après la déclaration de création d'entreprise, sous peine d'en perdre le bénéfice.
Les personnes qui créent ou reprennent une entreprise peuvent bénéficier de l'ACCRE si elles exercent effectivement le contrôle de leur entreprise.
Les entrepreneurs en société coopérative et participative (SCOP) peuvent en bénéficier collectivement (plusieurs personnes peuvent obtenir séparément l'aide pour un seul et même projet), aux conditions suivantes :
- qu'ils détiennent collectivement plus de 50 % du capital,
- qu'un ou plusieurs d'entre eux aient la qualité de dirigeant,
- et que chaque demandeur détienne au moins 1/10e de la fraction du capital détenue par la personne qui possède la plus forte.

Ex. : le « plus grand associé » détient 50 % des parts sociales, chaque bénéficiaire doit détenir au moins 5 % des parts.
Le démarrage en EURL, puis un basculement en SARL SCOP pose problème, car il y aura difficulté de maintien de 50 % de parts sociales (même si le droit de vote n'est pas lié aux parts sociales).
Le dossier ACCRE doit être déposé auprès du CFE en même temps que la déclaration de création ou de reprise d'entreprise.
Pour obtenir le versement de l'ARCE, il faut fournir à Pole Emploi l'attestation d'admission au bénéfice de l'ACCRE adressée par l'URSSAF sous 1 mois. En cas de défaut, il suffit de faire une déclaration sur l'honneur de l'absence de notification.

## Autres aides à la création ou à la reprise d'entreprise pour les demandeurs d'emploi
Deux formules sont envisageables pour les demandeurs d'emploi bénéficiaires de l'Aide au Retour à l'Emploi (ARE).
Dans le cas d'une recherche d'emploi classique, cette allocation n'est pas dégressive.

### L'aide aux repreneurs créateurs d'entreprise (ARCE)
Depuis le 1er janvier 2013 le montant est repassé à 50 %. Depuis le 1er mai 2015 le montant est repassé à 45 %.
Cette aide permet d'obtenir 45 % des allocations Pôle Emploi restantes au moment de la création (en 2012, ce montant est passé à 45 % au lieu de 50 % précédemment). On obtient 22,5 % dans la foulée de la création (1 mois); les autres 22,5 % sont versés 6 mois après (sur demande et en fournissant un Kbis récent). Cela impose d'avoir obtenu l'ACCRE, et de ne pas avoir utilisé la 2e formule (cumul de l'ARE avec une rémunération). Pour obtenir ce montant, il faut avoir effectivement créé l'entreprise et cesser d'être inscrit comme demandeur d'emploi. On présentera comme justificatif l'inscription au RSI (régime social des indépendants).
L'aide est versée sous deux à trois mois maximum à compter de la réception du dossier complet (et en déduisant ce qui a déjà été perçu). Il est possible d'aller plus vite en déposant son dossier directement au Pôle Emploi plutôt que de laisser l'URSSAF agir.
Cette aide est naturellement orientée sur un apport en capital au cours de la création ou d'une reprise d'entreprise.
Quand le projet est mûr et générateur de rémunérations certaines, il peut être préférable d'encaisser la somme en question, et de se verser une indemnisation mensuelle de complément jusqu'à ce que le projet lui-même permette de s'en passer. En effet, cette somme ne souffrira pas de l'inflation, et pourra même être placée avec intérêt. À noter tout de même que les indemnités ARE font l'objet de la même actualisation que le SMIC.
En cas d’arrêt de l’activité, les droits à l’ARE qui restaient à la veille de la reprise ou de la création d’entreprise peuvent être repris, diminués toutefois du montant de l'ARCE qui a été versée. Si l’intéressé se réinscrit comme demandeur d’emploi, cette inscription doit intervenir dans un délai de 3 ans à compter de l’admission ayant permis l’ouverture de droits, augmenté de la durée maximale de ses droits.

### Cumul de l'ARE avec la rémunération de l'entreprise créée
Cette formule permet de cumuler partiellement son ARE et sa création d'entreprise pendant une durée de 15 mois maximum (sauf les plus de 50 ans pour lesquels la limite n'existe plus). À noter que Pôle Emploi maintien l'allocation dans une certaine limite de rémunération issue de l'entreprise créée. Pour simplifier, Pôle Emploi estime, si les rémunérations ne sont pas connues avant la clôture des comptes, que le créateur/repreneur percevra 584 € par mois la première année et 875 € par mois la deuxième année (bases 2010). Cette estimation vient baisser l’indemnité puisque Pôle Emploi ne permet pas le cumul total de l'allocation ARE et des gains de l'entreprise. Le calcul effectué par Pôle Emploi est le suivant : somme perçue (ou estimée)/Salaire journalier de référence (salaires sur lesquels se base Pôle Emploi pour calculer l'ARE ramenés à la journée)= nombre de jours non indemnisés (à déduire de l'ARE initialement prévue.
Le salaire journalier de référence est égal au salaire de référence (perçu dans l'(les) entreprise(s) précédente(s)) divisé par le nombre de jours au titre desquels les rémunérations prises en compte pour le calcul du salaire annuel de référence ont été perçues.
APCE
Quand les salaires sont connus en fin d'année, les régularisations ont lieu à ce moment ; Pôle Emploi peut alors réclamer un trop-perçu. De même, Pôle Emploi rembourse le manque à gagner si l'entreprise a généré moins que prévu (584 €) ou aucune rémunération.
Pendant la période où l'on bénéficie de l'ARE à taux plein, les cotisations retraite, CSG-CRDS sont prélevées à la source.
Attention : si la rémunération dépasse 70 % de la rémunération ayant donné droit aux indemnités chômage (Salaire de référence), il y aura report des indemnités (mais non annulation), elles ne seront pas versées.
Il faut bien différencier les types d'entreprises existantes pour connaitre les avantages de ce système. Une EI (et micro) ou EIRL ne pourra prouver la rémunération du dirigeant avant la fin de l'exercice ce qui oblige à calculer les gains réels et ce que Pôle Emploi estime (584€ par mois l'année 1) pour connaître la différence et savoir si un trop perçu sera demandé. Cela peut devenir contraignant.
Pour les sociétés, le dirigeant étant rémunéré par l'entreprise et non sur les bénéfices, il peut déclarer précisément une rémunération stable mensuelle sur laquelle le calcul s'effectuera. S'il souhaite ne pas être rémunéré il devra le prouver avec un document comptable et Pôle Emploi lui versera la totalité de ses indemnités sans carence puisque rémunération égale à 0.
Les Auto-entrepreneurs quant à eux sont traités différemment puisque leur bénéfice n'est jamais connu. Ils doivent, dans ce système de maintien, déclarer leur chiffre d'affaires mensuel à Pôle Emploi qui applique un abattement sur ce CA en fonction de son activité (libéral : 34 % ; commerçant : 71 % ; artisan : 50 %) le CA moins l'abattement est égal à la rémunération estimée. C'est cette somme qui sera divisée par le salaire journalier de référence pour donner le nombre de jours non indemnisables.
Après les 15 mois, on retrouve ses droits restants si le projet échoue (mais il faut alors apporter un Kbis mentionnant la radiation – et les formalités sont souvent coûteuses), ainsi que l'attestation de radiation au RSI.
Au cours de l'étape projet, la totalité des indemnités sont maintenues à condition de signaler son projet de création d'entreprise, et de déclarer être toujours à la recherche d'un emploi.
Une formule intéressante consiste à signer un contrat CAPE (contrat d'appui au projet d'entreprise). Ce contrat, signé avec une société ou une association qui s'engage à soutenir un créateur d'entreprise, est établi pour une durée de 12 mois renouvelables 2 fois.
Cette formule permet au porteur de projet un soutien actif. Elle lui permet notamment de tester son projet, en démarrant ses facturations sur le nom de la structure partenaire, et en laissant le bénéfice du cumul partiel de l'ARE avec la rémunération.

### Contrat CAPE / Adhésion à une coopérative d'entrepreneurs
À côté des aides financières traditionnelles, le demandeur d'emploi créateur d'entreprise a tout intérêt à rejoindre une coopérative d'entrepreneurs.
Ce type de structure, basée dans de nombreux départements français, permet de lancer son entreprise en bénéficiant du numéro SIRET de la coopérative, et en profitant de services de gestion mutualisés (facturation, suivi financier, aide juridique, assurances).
De plus, les coopératives d'entrepreneurs permettent de rompre avec l'isolement des créateurs d'entreprise, et leur apportent des formations gratuites et de très bon niveau. Ces formations sont d'ailleurs souvent délivrées par d'autres entrepreneurs de la coopérative.
Ce type de structure offre aussi la possibilité de bénéficier de ses services de manière pérenne, en obtenant à terme le statut d'entrepreneur salarié.
Les coopératives d'activités et d'emploi sont plus de 70 aujourd'hui partout en France, regroupées au sein du réseau Coopérer pour Entreprendre
L'engagement de l'entrepreneur se matérialise par un contrat CAPE, contrat d'appui au projet d'entreprise, qui comporte peu de contraintes et permet de tester son projet dans un cadre juridique reconnu.
Pendant la phase du contrat CAPE, les indemnités Pôle Emploi sont maintenues.

## Textes de référence
L'ACCRE est régie par les articles L5141-1 et suivants du code du travail, L161-1, L161-1-1, L161-24, D161-1 et D161-1-1 du code de la sécurité sociale, et les décrets n°97-637 du 31/05/97, 98-1070 du 27/11/98, 99-286 du 13/04/99, 2001-803 du 05/09/01, ainsi que par les lois n°97-940 du 16/10/97, 98-657 du 29/07/98, 2003-721 du 1er août 2003 et 2005-292 du 27 mai 2005.